# Schürfschein

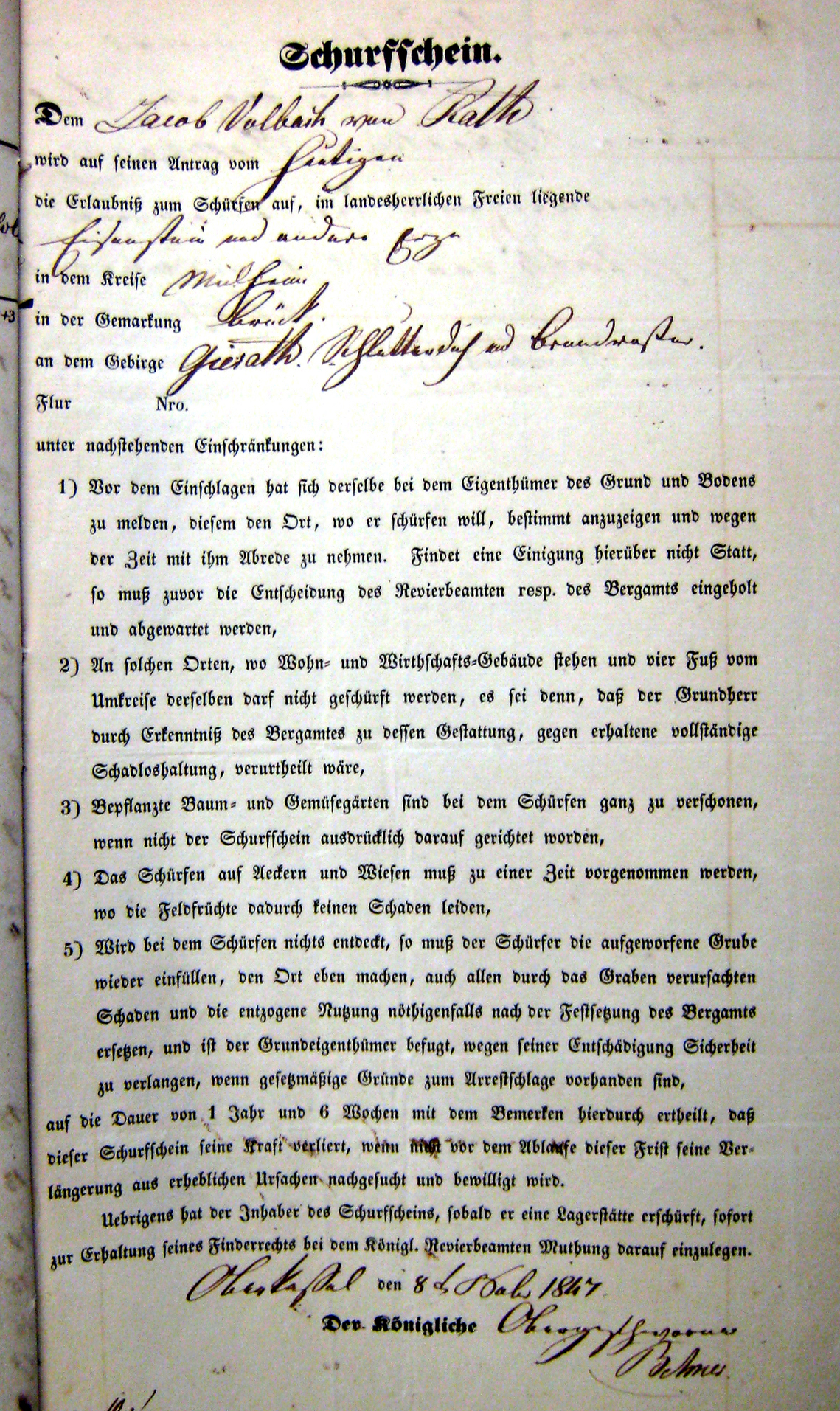
Schurfschein vom 8. Oktober 1847 an dem Gebirge Gierath, Schlodderdich und Brandroster.

Ein Schürfschein, auch Schurfschein, oder Schurfzettel, in Österreich auch Schurflicenz genannt, ist ein amtlicher Erlaubnisschein, der dem Inhaber allgemein das Aufsuchen von Lagerstätten bzw. Erzgängen erlaubt. Allerdings war diese Erlaubnis mit gewissen Einschränkungen versehen. Aufgrund des Schürfscheines war der Schürfer berechtigt, in einem örtlich begrenzten Feld Schürfarbeiten durchzuführen. Diese Tätigkeiten durfte er, nach Erhalt des Schürfscheines, sowohl auf eigenem Grund und Boden als auch auf fremden Grundstücken durchführen.

## Hintergründe und Formalitäten
Die Verleihung eines Grubenfeldes auf ein bestimmtes Mineral setzt die Einholung einer Mutung voraus. Die Mutung wiederum setzt die Entdeckung des Minerals auf seiner natürlichen Ablagerung innerhalb des begehrten Feldes voraus. Die Entdeckung des zu verleihenden Minerals kann dabei zufällig (vermutet) oder durch Schürfen erfolgen. Um diese Schürfarbeiten durchführen zu können, bedurfte es einer amtlichen Erlaubnis, diese wurde in Form des Schürfscheines erteilt. Dieser Schürfschein hatte in der Regel eine Gültigkeit von einem Jahr und sechs Wochen. Dieser Geltungszeitraum begann mit dem Tag der Ausfertigung des Schürfscheines. Schürfscheine wurden nur für ein im Schürfschein genau bezeichnetes Gebiet ausgestellt. Das Ausstellen von Schürfscheinen für ganze Bergreviere war unzulässig. Der Schürfschein musste zuvor bei der Bergbehörde beantragt werden, diese Beantragung nannte man das Schürfscheingesuch. Die Gültigkeit des Schürfscheines konnte verlängert werden, wenn der Scheininhaber vor Ablauf der Frist die Verlängerung beim zuständigen Bergamt beantragte. Die Verlängerung einer Schürfgenehmigung konnte, unter Beachtung der bestehenden Vorschriften bis zu dreimal erfolgen. Wurden die Fristen nicht eingehalten, so war eine Verlängerung nicht mehr möglich. In diesem Fall musste ein neuer Schürfschein beantragt werden. Der Schürfschein konnte auch, durch schriftliche Abtretung des Inhabers, an einen Dritten übertragen werden. Über diese Abtretung musste das Bergamt informiert werden (offene Cession). Mit Inkrafttreten des Allgemeinen Berggesetzes für die Preußischen Staaten sind Schürfscheine nicht mehr erforderlich.

## Rechte und Pflichten aufgrund der Schürferlaubnis
Der Schürfer hatte aufgrund des gültigen Schürfscheines bestimmte Rechte und Pflichten. Der Schürfer hatte das Recht, sowohl auf eigenem als auch auf fremdem Grund und Boden nach Bodenschätzen zu suchen. Allerdings erwarb der Schürfer aufgrund des Schürfscheines keinerlei Eigentum, auch durfte er durch seine Schürfarbeiten Dritte nicht bei ihrer Arbeit behindern oder davon abhalten. Außerdem musste der Schürfer, wenn er eine neue Schürfstelle anlegen wollte und bereits eine andere unfertige Schürfstelle vorhanden war, mit seiner neuen Schürfstelle zur alten Schürfstelle einen Mindestabstand von 50 Lachter einhalten. Auf seinem eigenen Grundbesitz durfte er nach Belieben an jeder Stelle schürfen. Auf fremdem Grund und Boden musste er zuvor den Grundstückseigentümer von seinen Absichten informieren und diesem den genauen Ort, an dem er schürfen wollte, nennen. Der jeweilige Eigentümer des Grundstückes konnte das Schürfen nach Mineralien versagen. Das hätte allerdings eine mittelbare Beschränkung der Bergfreiheit bedeutet, weil der Grundeigentümer in der Lage gewesen wäre, die Verleihung der nicht unmittelbar zu Tage ausgehenden Lagerstätten zu verhindern. Daher machte das frühere preußische Bergrecht das Recht zum Schürfen generell von der Einholung eines Schürfscheins und das Recht zum Schürfen auf fremdem Boden von der Einwilligung des Grundeigentümers abhängig. Eine Weigerung des Eigentümers konnte durch die Entscheidung des Bergamtes ersetzt werden. Für durch seine Schürfarbeiten entstandenen Schäden musste der Schürfer den Grundstückseigentümer vollständig entschädigen. Außerdem war der Schürfer verpflichtet, sämtliche Schürfstellen, an denen er keine bauwürdigen Lagerstättenteile gefunden hatte, wieder zu verfüllen und einzuebnen.

## Unterschiedliche Regelungen
In der Durchführung der Vorschriften zur Erteilung eines Schürfscheins gab es in den verschiedenen Regionen unterschiedliche Bestimmungen. Daher sah sich der Minister für Handel, Gewerbe und öffentliche Arbeiten in Berlin im Jahr 1852 veranlasst, „in allen diesseits des Rheins gelegenen Landestheilen nach einer gleichmäßigen Norm zu verfahren“ (das ist der rechtsrheinische Teil Preußens) und erließ einheitliche Bestimmungen, die in der Praxis unterschiedlich umgesetzt wurden. Die meisten Berechtsamsakten beim Regierungspräsident Arnsberg, Abteilung Bergbau und Energie in Dortmund (früher Landesoberbergamt) weisen zum Beispiel im Bensberger Erzrevier keine Erteilung eines Schürfscheins vor der Mutung des jeweiligen Grubenfelds aus.